# ФК «Крылья Советов» в сезоне 1989
Сезон 1989 — 46-й сезон «Крыльев Советов», в том числе 7-й сезон в третьем по значимости дивизионе СССР. По итогам чемпионата команда заняла 1-е место. В переходном турнире за право выхода в первую лигу команда выступила неудачно заняв 3-е место.

## События сезона
- 26 сентября 1989 года в Рязани состоялся футбольный матч между лидерами 1 зоны второй лиги СССР командами «Торпедо» и «Крыльями Советов» (Куйбышев), которые приехали на матч на клубном автобусе «Икарус». Страсти накалились ещё во время игры, после финального свистка получили дополнительный импульс — куйбышевцы победили 1:0. Толпа болельщиков двинулась к главному входу Центрального спортивного комплекса — раздался звон разбитого стекла клубного автобуса «Крыльев Советов». Спустя несколько часов милиционеры организовали «коридор», по которому гостевой автобус, вместе с футболистами и болельщикам, выехал с территории стадиона, однако местные болельщики отправились на вокзал Рязань I добиваться «справедливости». Болельщики «Крыльев Советов» должны были уезжать поездом «Жигули», но во избежания продолжения конфликта поезд проследовал станцию без остановки (остановка была позднее в черте города)[1][2][3].
- 19 октября 1989 года был сыгран самый результативный матч сезона (в матче 34-го тура со счетом 6:0 была обыграна команда «Волга» из Калинина)
- 16 ноября 1989 года команда провела свой 100-й кубковый матч (ответный матч 1/8 финала с командой «Шахтер» из Донецка)

## Чемпионат СССР (вторая лига)

### Чемпионат СССР по футболу 1989 (вторая лига, 1 зона)

#### Турнирная таблица
| Место | Команда                     | И  | В  | Н  | П | Мячи  | О  |
| ----- | --------------------------- | -- | -- | -- | - | ----- | -- |
| 1     | «Крылья Советов» (Куйбышев) | 42 | 28 | 8  | 6 | 79-32 | 64 |
| 2     | «Сокол» (Саратов)           | 42 | 25 | 13 | 4 | 88-33 | 63 |
| 3     | «Торпедо» (Рязань)          | 42 | 24 | 11 | 7 | 57-27 | 59 |
| 4     | «Торпедо» (Владимир)        | 42 | 21 | 15 | 6 | 61-25 | 57 |
| 5     | «Заря» (Калуга)             | 42 | 21 | 14 | 7 | 52-26 | 56 |

#### Результаты матчей
| 1989-04-20 1 тур | «Волга» (Калинин) | 0:1 | «Крылья Советов» (Куйбышев) |                                        |
|                  |                   |     | 79′ Тумайкин                | Судья: Сергей Чернов (Санкт-Петербург) |

| 1989-04-23 2 тур | «Зоркий» (Красногорск) | 1:4 | «Крылья Советов» (Куйбышев) |  |

| 1989-04-29 3 тур | «Крылья Советов» (Куйбышев) | 1:0 | «Заря» (Калуга) |  |

| 1989-05-05 4 тур | «Крылья Советов» (Куйбышев)  | 2:0 | «Арсенал» (Тула) | Куйбышев                                                               |
| | В.Н.Королёв 18′ · Валиев 56′ |     |                  | Стадион: Металлург Зрителей: 5000 Судья: Борис Турлыгин (Магнитогорск) |
| «Крылья Советов» (Куйбышев): Гаус ( 80' Володин), Цыганков, Еремеев, Лагутенко, Михневич ( 46' Галлиулов), Марушко ( 46' Филиппов), Валиев, Щукин , Чеснакас ( 46' Тумайкин), Шарипов ( 70' Давыдов), В.Н.Королёв · «Арсенал» (Тула): Сергеев, В.А.Королёв, Михайлов, Иванков, Коновалов, Совлевич ( 63' Семёнов), Поляков , Пачко, Чимбирёв , Горюхов, Воробьёв. |                              |     |                  |                                                                        |

| 1989-05-13 6 тур | «Сокол» (Саратов)     | 2:2 | «Крылья Советов» (Куйбышев) |                                                       |
| | Юрцев 10′ · Басов 56′ |     | 75′ Давыдов · 86′ Губа      | Зрителей: 4000 Судья: Александр Хохряков (Йошкар-Ола) |
| «Сокол» (Саратов): Тихонов ( 46' Никоноров), Кисляков, Пономарёв ( 86' Масленников), Васильев, Притула ( 69' Тумасян), Куракин, Юрцев ( 53' Басов), Шевцов, Асламов, Плотников · «Крылья Советов» (Куйбышев): Гаус, Галлиулов ( 46' Цыганков ), Еремеев, Лагутенко, Михневич, Марушко ( 67' Давыдов), Валиев ( 67' Губа), Щукин, Чеснакас ( 56' Шарипов), Тумайкин, Королёв |                       |     |                             |                                                       |

| 1989-05-17 7 тур | «Чайка»-ЦСКА (Москва) | 1:1 | «Крылья Советов» (Куйбышев) |  |

| 1989-05-20 8 тур | «Динамо-2» (Москва) | 0:0 | «Крылья Советов» (Куйбышев) |  |

| 1989-05-25 9 тур | «Крылья Советов» (Куйбышев) | 0:1 | «Искра» (Смоленск) |  |

| 1989-05-28 10 тур | «Крылья Советов» (Куйбышев) | 4:2 | «Сатурн» (Раменское) |  |

| 1989-06-04 11 тур | «Динамо» (Вологда) | 1:0 | «Крылья Советов» (Куйбышев) |  |

| 1989-06-07 12 тур | «Химик» (Череповец) | 1:3 | «Крылья Советов» (Куйбышев) |  |

| 1989-06-11 13 тур | «Крылья Советов» (Куйбышев) | 1:0 | «Спартак» (Кострома) |  |

| 1989-06-14 14 тур | «Крылья Советов» (Куйбышев) | 3:0 | «Сатурн» (Раменское) |  |

| 1989-06-20 15 тур | «Текстильщик» (Иваново) | 1:0 | «Крылья Советов» (Куйбышев) |  |

| 1989-06-23 16 тур | «Волжанин» (Кинешма) | 0:1 | «Крылья Советов» (Куйбышев) |  |

| 1989-06-26 22 тур | «Крылья Советов» (Куйбышев) | 4:1 | «Красная Пресня» (Москва) |  |

| 1989-07-03 18 тур | «Крылья Советов» (Куйбышев) | 2:1 | «Ока» (Коломна) |  |

| 1989-07-08 19 тур | «Торпедо» (Владимир) | 0:0 | «Крылья Советов» (Куйбышев) |  |

| 1989-07-11 20 тур | «Знамя труда» (Орехово-Зуево) | 3:1 | «Крылья Советов» (Куйбышев) |  |

| 1989-07-15 21 тур | «Крылья Советов» (Куйбышев) | 1:0 | СК ЭШВСМ Москва |  |

| 1989-07-24 17 тур | «Крылья Советов» (Куйбышев) | 0:0 | «Торпедо» (Рязань) |  |

| 1989-07-27 23 тур | «Арсенал» (Тула) | 0:1 | «Крылья Советов» (Куйбышев) | Тула                                |
| | 84' Сухов        |     | 72′ Королёв                 | Стадион: Центральный Зрителей: 4500 |
| «Арсенал» (Тула): Моторин, Совлевич, Михайлов , Игумин, Иванков, Абянов, Семёнов, Поляков, Сухов, Горюхов, Воробьёв ( 69' Бахрамеев) · «Крылья Советов» (Куйбышев): Володин, Еремеев, Тумайкин, Грибов, Цыганков, Марушко ( 80' Акбаров), Фомин, Щукин , Валиев ( 65' Минчев), Шарипов ( 65' Филиппов), Королёв |                  |     |                             |                                     |

| 1989-07-30 24 тур | «Заря» (Калуга) | 1:1 | «Крылья Советов» (Куйбышев) |  |

| 1989-08-06 26 тур | «Крылья Советов» (Куйбышев) | 1:1 | «Сокол» (Саратов) |  |

| 1989-08-13 27 тур | «Крылья Советов» (Куйбышев) | 5:1 | «Чайка»-ЦСКА (Москва) |  |

| 1989-08-16 28 тур | «Крылья Советов» (Куйбышев) | 2:0 | «Динамо-2» (Москва) |  |

| 1989-08-21 29 тур | «Искра» (Смоленск) | 0:1 | «Крылья Советов» (Куйбышев) |  |

| 1989-08-24 30 тур | «Сатурн» (Раменское) | 2:1 | «Крылья Советов» (Куйбышев) |  |

| 1989-08-29 31 тур | «Крылья Советов» (Куйбышев) | 4:3 | «Динамо» (Вологда) |  |

| 1989-09-01 32 тур | «Крылья Советов» (Куйбышев) | 1:2 | «Химик» (Череповец) |  |

| 1989-09-07 33 тур | «Спартак» (Кострома) | 0:2 | «Крылья Советов» (Куйбышев) |  |

| 1989-09-10 34 тур | «Сатурн» Рыбинск | 1:1 | «Крылья Советов» (Куйбышев) |  |

| 1989-09-16 35 тур | «Крылья Советов» (Куйбышев) | 2:0 | «Текстильщик» (Иваново) |  |

| 1989-09-19 36 тур | «Крылья Советов» (Куйбышев) | 2:0 | «Волжанин» (Кинешма) |  |

| 1989-09-23 37 тур | «Ока» (Коломна) | 0:1 | «Крылья Советов» (Куйбышев) |  |

| 1989-09-26 38 тур | «Торпедо» (Рязань) | 0:1 | «Крылья Советов» (Куйбышев) | Рязань                                                       |
| |                    |     | 26′ (пен.) Королёв          | Стадион: ЦСК Зрителей: 7500 Судья: Игорь Самусенков (Москва) |
| «Торпедо» (Рязань): Долгов, Архипов, Филиппов, Муштруев 75', Пономарев, Абдулкаюмов ( 67' Крылов), Столовицкий, Маругин, Попов ( 62' Сломинский), Авалян 10', Коняев · «Крылья Советов» (Куйбышев): Гаус 84', Михневич, Еремеев, Грибов, Валиев ( 16' Цыганков, 62' Акбаров 75'), Марушко, Тумайкин 28', Щукин, Филиппов ( 78' Недоростков), Шарипов 48', Королёв ( 88' Минчев) |                    |     |                             |                                                              |

| 1989-10-02 39 тур | «Крылья Советов» (Куйбышев) | 3:2 | «Знамя труда» (Орехово-Зуево) |  |

| 1989-10-05 40 тур | «Крылья Советов» (Куйбышев) | 2:1 | «Торпедо» (Владимир) |  |

| 1989-10-09 41 тур | СК ЭШВСМ Москва | 2:5 | «Крылья Советов» (Куйбышев) |  |

| 1989-10-12 42 тур | «Красная Пресня» (Москва) | 1:3 | «Крылья Советов» (Куйбышев) |  |

| 1989-10-16 43 тур | «Крылья Советов» (Куйбышев) | 3:0 | «Зоркий» (Красногорск) |  |

| 1989-10-19 44 тур | «Крылья Советов» (Куйбышев) | 6:0 | «Волга» (Калинин) |  |

### Переходный турнир

#### Турнирная таблица
| Место | Команда                     | И | В | Н | П | Мячи | О |
| ----- | --------------------------- | - | - | - | - | ---- | - |
| 1     | «Текстильщик» (Тирасполь)   | 4 | 3 | 1 | 0 | 7-2  | 7 |
| 2     | «Волынь» (Луцк)             | 4 | 0 | 3 | 1 | 2-5  | 3 |
| 3     | «Крылья Советов» (Куйбышев) | 4 | 0 | 2 | 2 | 4-6  | 2 |

#### Результаты матчей
| 1989-10-26 1 тур | «Крылья Советов» (Куйбышев) | 2:3 | «Текстильщик» (Тирасполь)                     | Куйбышев                                                              |
| | Королёв 19′ · Фомин 60′     |     | 37′ (пен.) Строенко · 56′ Проценко · 76′ Грин | Стадион: Металлург Зрителей: 9000 Судья: Александр Кулаков (Алма-Ата) |
| «Крылья Советов» (Куйбышев): Гаус, Еремеев ( 30' Давыдов), Жупиков, Грибов ( 75' Недоростков), Тумайкин, Марушко, Минчев ( 46' Валиев), Щукин , Филиппов, Шарипов ( 24' Фомин), Королёв · «Текстильщик» (Тирасполь): Кармак, Верёвкин, Шиков, Мандрыченко , Флентя, Строенко, Сырбу, Лемешко, Грин ( 80' Горбач), Тюмин ( 86' Райчев), Проценко |                             |     |                                               |                                                                       |

| 1989-11-02 3 тур | «Волынь» (Луцк) | 1:1 | «Крылья Советов» (Куйбышев) | Луцк                                                            |
| | Мозолюк 50′     |     | 29′ Филиппов                | Стадион: Авангард Зрителей: 4500 Судья: Гюльага Джабаров (Баку) |
| «Волынь» (Луцк): Лайзанс, Мозолюк, Ковалёв ( 46' Филонюк), Федюков , Польный, Гащин, Шухман, Федецкий, Слука, Раденко, Зейберлиньш ( 20' Дикий) · «Крылья Советов» (Куйбышев): Гаус, Давыдов , Жупиков, Грибов, Тумайкин, Марушко, Минчев, Фомин, Филиппов, Валиев, Королёв ( 60' Акбаров ) |                 |     |                             |                                                                 |

| 1989-11-06 4 тур | «Текстильщик» (Тирасполь) | 1:0 | «Крылья Советов» (Куйбышев) | Тирасполь                                                       |
| | Строенко 25′ (пен.)       |     |                             | Стадион: Городской Зрителей: 10 800 Судья: Изя Гурман (Душанбе) |
| «Текстильщик» (Тирасполь): Кармак, Верёвкин, Шиков, Мандрыченко, Флентя, Строенко, Сырбу , Лемешко, Грин, Тюмин, Проценко ( 56' Барышев, 75' Райчев) · «Крылья Советов» (Куйбышев): Гаус ( 46' Володин), Фомин, Жупиков, Грибов , Тумайкин, Марушко, Минчев ( 65' Недоростков), Щукин, Филиппов, Валиев , Королёв |                           |     |                             |                                                                 |

| 1989-11-13 6 тур | «Крылья Советов» (Куйбышев)   | 1:1 | «Волынь» (Луцк) | Металлург                                                     |
| | Акбаров 44′ · Недоростков 58' |     | 54′ Шухман      | Стадион: Куйбышев Зрителей: 1000 Судья: Рустам Рагимов (Баку) |
| «Крылья Советов» (Куйбышев): Володин, Иванушкин ( 78' Мулюкин), Михайлов, Курунов, Таловеров, Герасимов ( 75' Брыков, Минчев ( 46' Хорошавин), Акбаров 65' Ермолаев), Недоростков, Федотов, Емельянов · «Волынь» (Луцк): Лайзанс, Полищук, Бурч, Федюков, Польный, Мозолюк, Шухман, Федецкий, Слука, Раденко, Филонюк ( 46' Мартынюк) |                               |     |                 |                                                               |

## Кубок СССР 1989/1990

### Результаты матчей
| 1989-05-02 1/64 | «Крылья Советов» (Куйбышев) | 1:0 | «Спартак» (Орджоникидзе) | Куйбышев                                          |
| | Шарипов 76′                 |     |                          | Стадион: Металлург Зрителей: 3500 Судья: А.Савкин |
| «Крылья Советов» (Куйбышев): Гаус, Цыганков, Еремеев, Лагутенко, Михневич, Марушко ( 70' Минчев), Валиев ( 46' Тумайкин), Щукин, Чеснакас ( 46' Филиппов), Шарипов, Королёв · «Спартак» (Орджоникидзе): Иканович, Алмаков, Завадский, Корниенко, Зубов, И.А.Качмазов, Бескровный ( 75' Ахмедов), Дулаев ( 65' Датдеев), Коркин, И.Б.Качмазов, Жажиев ( 40' Калоев) |                             |     |                          |                                                   |

| 1989-06-01 1/32 | «Крылья Советов» (Куйбышев)                  | 4:0 | «Металлург» (Рустави) | Куйбышев                                            |
| | Королёв 60′ · Валиев 62′, 84′ · Филиппов 70′ |     |                       | Стадион: Металлург Зрителей: 6000 Судья: Г.Джабаров |
| «Крылья Советов» (Куйбышев): Гаус, Тумайкин, Еремеев, Лагутенко, Цыганков ( 70' Давыдов), Марушко, Губа ( 46' Валиев), Щукин, Чеснакас ( 55' В.Филиппов), Шарипов, В.Королев. · «Металлург» (Рустави): Мешков, Бараташвили, Авакян, Васадзе ( 70' Циклаури), Касрашвили, Кулумбегов, Капанадзе ( 70' Маначуров), Метревели, Капанадзе, Гоголадзе, Харчилава |                                              |     |                       |                                                     |

| 1989-06-30 1/16 первый матч | «Зенит» (Ленинград)                      | 2:5 | «Крылья Советов» (Куйбышев)                                   | Ленинград                                                                  |
| | Данилов 27′ · Желудков 86′ · Данилов 86' |     | 2′, 55′ Губа · 79′ Шарипов · 89′ (пен.) Марушко · 90′ Королёв | Стадион: Стадион им. С.М.Кирова Зрителей: 1500 Судья: Ю.Хлопотнов (Москва) |
| «Зенит» (Ленинград): Бирюков, Почепцов, Панчик, Чашка, Афанасьев ( 46' Уханов), Захариков, Баранник ( 46' Желудков), Воробьев ( 46' Ларионов), Данилов, Матвеев, Веденеев · «Крылья Советов» (Куйбышев): Гаус, Цыганков, Тумайкин, Лагутенко ( 46' Еремеев), Михневич, Марушко, Губа ( 61' Филиппов, 61), Щукин, Чеснакас ( 75'Валиев), Шарипов, Королёв |                                          |     |                                                               |                                                                            |

| 1989-07-18 1/16 ответный матч | «Крылья Советов» (Куйбышев) | 4:0 | «Зенит» (Ленинград) |  |

| 1989-11-09 1/8 первый матч | «Шахтёр» (Донецк) | 0:0 | «Крылья Советов» (Куйбышев) |  |

| 1989-11-16 1/8 ответный матч | «Крылья Советов» (Куйбышев) | 1:0 | «Шахтёр» (Донецк) |  |

## Чемпионат РСФСР 1989

### Результаты матчей
| 1989 | «Крылья Советов» (Куйбышев) | 0:3 | «Текстильщик» (Камышин) | Майкоп |
| |                             |     | —3 Наталушко            |        |
| «Текстильщик» (Камышин): Шереметов, Потапов, Васильев, Коновалов, Васяев, Чекунов, Немченко ( Ляшенко), Сизов ( Барамыкин), Шаймухамедов ( Булыгин), Кузнецов ( Христич), Мироничев ( Наталушко) |                             |     |                         |        |

| октябрь 1989 | «Крылья Советов» (Куйбышев) | 2:1 | «Локомотив» (Горький) | Майкоп |
|              |                             |     | Бучин                 |        |

| октябрь 1989 | «Крылья Советов» (Куйбышев) | 1:2 | «Цемент» (Новороссийск) | Майкоп |

| октябрь 1989 | «Крылья Советов» (Куйбышев) | 0:11 | «Динамо» (Брянск)                              | Майкоп |
|              |                             |      | —5 Нидбайкин · —4 Сидоренко · Розин · Троицкий |        |

## Статистика

### Матчи и голы
| № | Поз. | Имя                  | Лига | Лига | Кубок СССР | Кубок СССР | Всего | Всего |
| № | Поз. | Имя                  | Игры | Голы | Игры       | Голы       | Игры  | Голы  |
| - | ---- | -------------------- | ---- | ---- | ---------- | ---------- | ----- | ----- |
| ? | Вр   | Михаил Володин       | 21   | -8   | 3          | 0          | 24    | -8    |
| ? | Вр   | Виктор Гаус          | 41   | -30  | 5          | -2         | 46    | -32   |
| ? | Защ  | Азгат Галлиулов      | 7    | 0    | 0          | 0          | 7     | 0     |
| ? | Защ  | Анатолий Давыдов     | 13   | 1    | 3          | 0          | 16    | 1     |
| ? | Защ  | Алексей Еремеев      | 41   | 1    | 4          | 0          | 45    | 1     |
| ? | Защ  | Василий Жупиков      | 5    | 0    | 2          | 0          | 7     | 0     |
| ? | Защ  | Игорь Лагутенко      | 21   | 1    | 4          | 0          | 25    | 1     |
| ? | Защ  | Сергей Михневич      | 22   | 0    | 2          | 0          | 24    | 0     |
| ? | Защ  | Теньо Минчев         | 28   | 0    | 2          | 0          | 30    | 0     |
| ? | Защ  | Александр Цыганков   | 32   | 0    | 4          | 1          | 36    | 1     |
| ? | ПЗ   | Нияз Акбаров         | 21   | 2    | 0          | 0          | 21    | 2     |
| ? | ПЗ   | Равиль Валиев        | 44   | 11   | 6          | 2          | 50    | 13    |
| ? | ПЗ   | Сергей Марушко       | 45   | 7    | 6          | 2          | 51    | 9     |
| ? | ПЗ   | Валерий Тумайкин     | 43   | 0    | 6          | 0          | 49    | 0     |
| ? | ПЗ   | Вячеслав Фомин       | 21   | 6    | 0          | 0          | 21    | 6     |
| ? | ПЗ   | Динар Шарипов        | 37   | 4    | 3          | 2          | 40    | 6     |
| ? | ПЗ   | Николай Щукин        | 44   | 3    | 6          | 0          | 50    | 3     |
| ? | Нап  | Сергей Грибов        | 23   | 0    | 2          | 0          | 25    | 0     |
| ? | Нап  | Валерий Губа         | 16   | 4    | 3          | 3          | 19    | 7     |
| ? | Нап  | Владимир Королёв     | 41   | 28   | 6          | 3          | 47    | 31    |
| ? | Нап  | Вячеслав Недоростков | 17   | 2    | 2          | 0          | 19    | 2     |
| ? | Нап  | Сергей Чеснакас      | 19   | 3    | 3          | 0          | 22    | 3     |
| ? | Нап  | Владимир Филиппов    | 43   | 7    | 6          | 2          | 49    | 9     |
| ? | Нап  | Станислав Федотов    | 2    | 0    | 0          | 0          | 2     | 0     |
| ? | ?    | Дмитрий Брыков       | 1    | 0    | 0          | 0          | 1     | 0     |
| ? | ?    | Сергей Булавинцев    | 1    | 0    | 0          | 0          | 1     | 0     |
| ? | ?    | Станислав Герасимов  | 1    | 0    | 0          | 0          | 1     | 0     |
| ? | ?    | Анатолий Давыдов     | 3    | 0    | 0          | 0          | 3     | 0     |
| ? | ?    | Дмитрий Емельянов    | 4    | 0    | 0          | 0          | 4     | 0     |
| ? | ?    | Андрей Ермолаев      | 1    | 0    | 0          | 0          | 1     | 0     |
| ? | ?    | Александр Иванушкин  | 1    | 0    | 0          | 0          | 1     | 0     |
| ? | ?    | Владислав Курунов    | 1    | 0    | 0          | 0          | 1     | 0     |
| ? | ?    | Владимир Михайлов    | 1    | 0    | 0          | 0          | 1     | 0     |
| ? | ?    | Сергей Мулюкин       | 1    | 0    | 0          | 0          | 1     | 0     |
| ? | ?    | Вадим Таловеров      | 1    | 0    | 0          | 0          | 1     | 0     |
| ? | ?    | Георгий Хорошавин    | 1    | 0    | 0          | 0          | 1     | 0     |

### Бомбардиры
| Место | Позиция | Игрок                | Чемпионат СССР | Кубок СССР | Итого |
| ----- | ------- | -------------------- | -------------- | ---------- | ----- |
| 1     | Нап     | Владимир Королёв     | 28             | 3          | 31    |
| 2     | ПЗ      | Равиль Валиев        | 11             | 2          | 13    |
| 3     | Нап     | Владимир Филиппов    | 7              | 2          | 9     |
| 4     | ПЗ      | Сергей Марушко       | 7              | 2          | 9     |
| 5     | Нап     | Валерий Губа         | 4              | 3          | 7     |
| 6     | ПЗ      | Вячеслав Фомин       | 6              | 0          | 6     |
| 7     | ПЗ      | Динар Шарипов        | 4              | 2          | 6     |
| 8     | Нап     | Сергей Чеснакас      | 3              | 0          | 3     |
| 9     | ПЗ      | Николай Щукин        | 3              | 0          | 3     |
| 10    | Нап     | Вячеслав Недоростков | 2              | 0          | 2     |
| 11    | ПЗ      | Нияз Акбаров         | 2              | 0          | 2     |
| 12    | Защ     | Анатолий Давыдов     | 1              | 0          | 1     |
| 13    | Защ     | Игорь Лагутенко      | 1              | 0          | 1     |
| 14    | Защ     | Александр Цыганков   | 0              | 1          | 1     |
| 15    | Защ     | Алексей Еремеев      | 1              | 0          | 1     |